# Raïon de Dnipro (Kiev)
Cet article concerne la subdivision de la ville de Kiev. Pour la subdivision de l'oblast de Dnipropetrovsk, voir Raïon de Dnipro.
Le raïon de Dnipro (en ukrainien : Дніпровський район) est un raïon (district) urbain de Kiev, la capitale de l'Ukraine.
Il englobe des territoires dans l'est du centre-ville de Kiev.
Il est nommé d'après le Dniepr.

## Économie
La centrale thermique Darnitsia TEC, Hidropark, le Pont du parc.

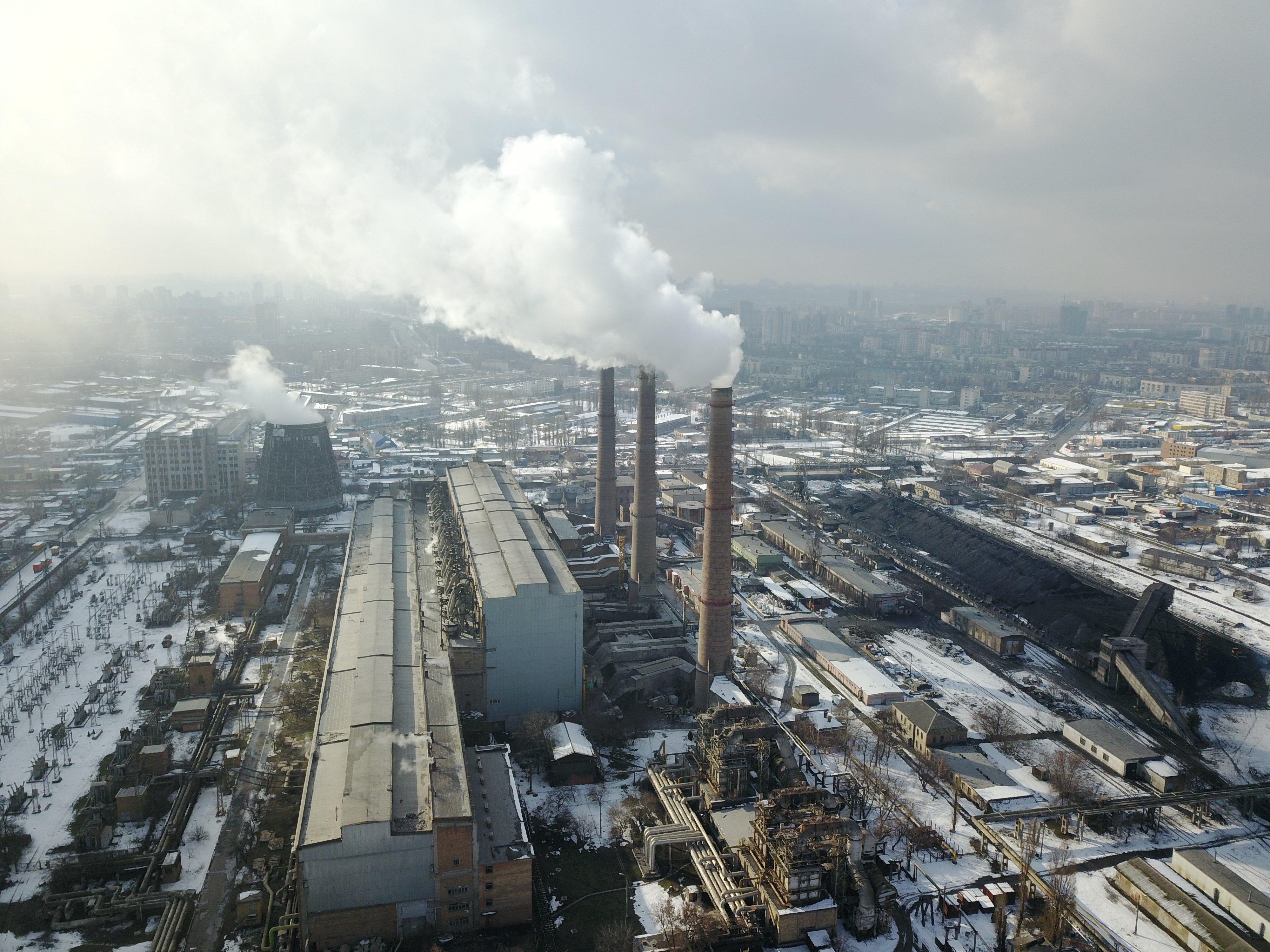
Darnitsa.
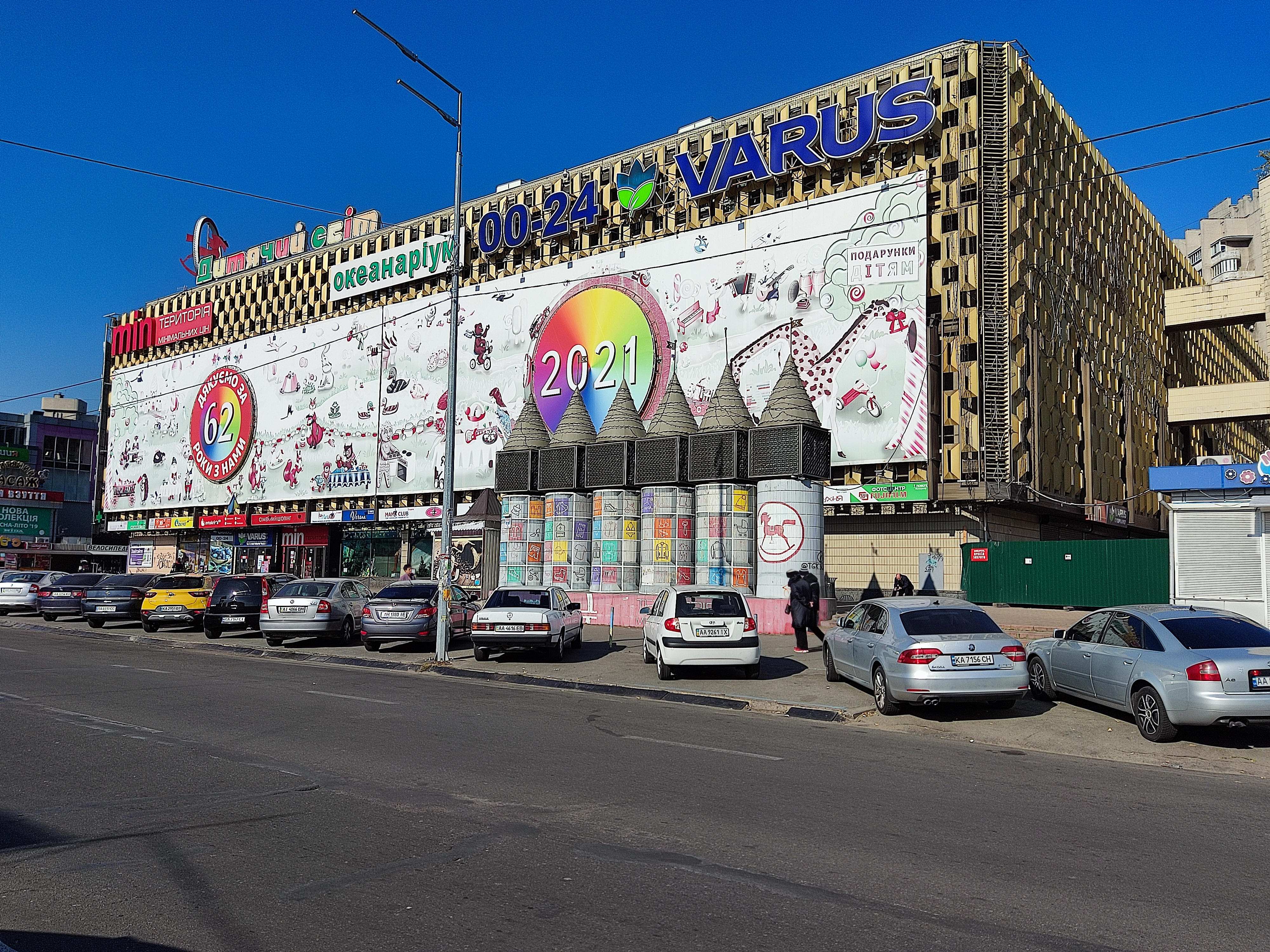
La magasin Detski Mir.
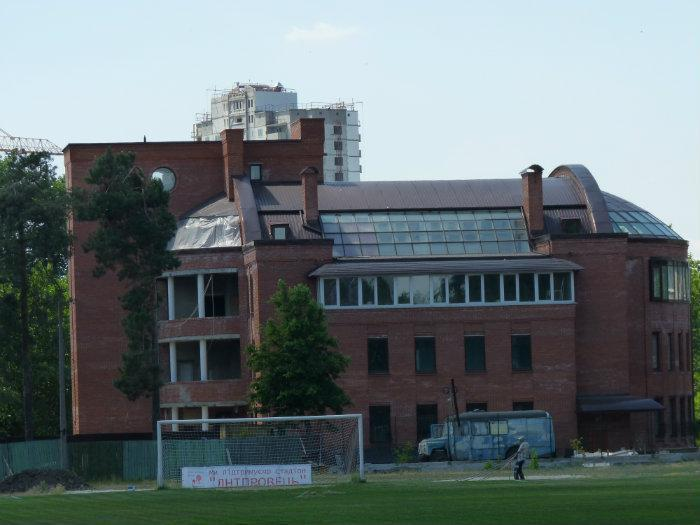
Stade Dniprovets.
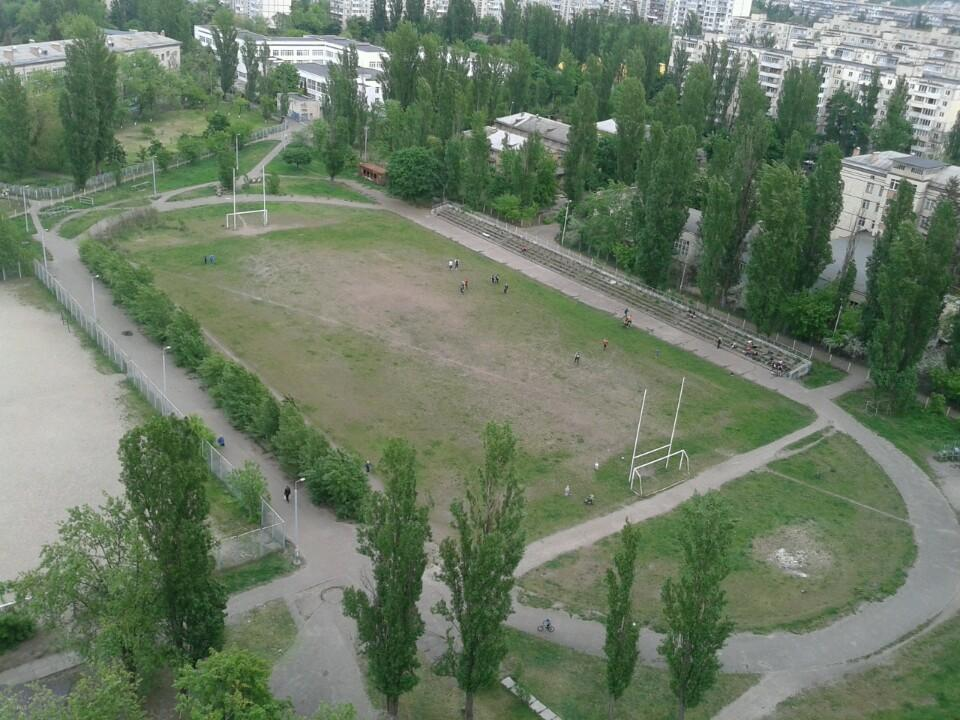
Stade Roussianivets.

## Culture
La Cathédrale patriarcale de la Résurrection-du-Christ, les Tombes de Bykivnia, l'Île Troukhaniv.

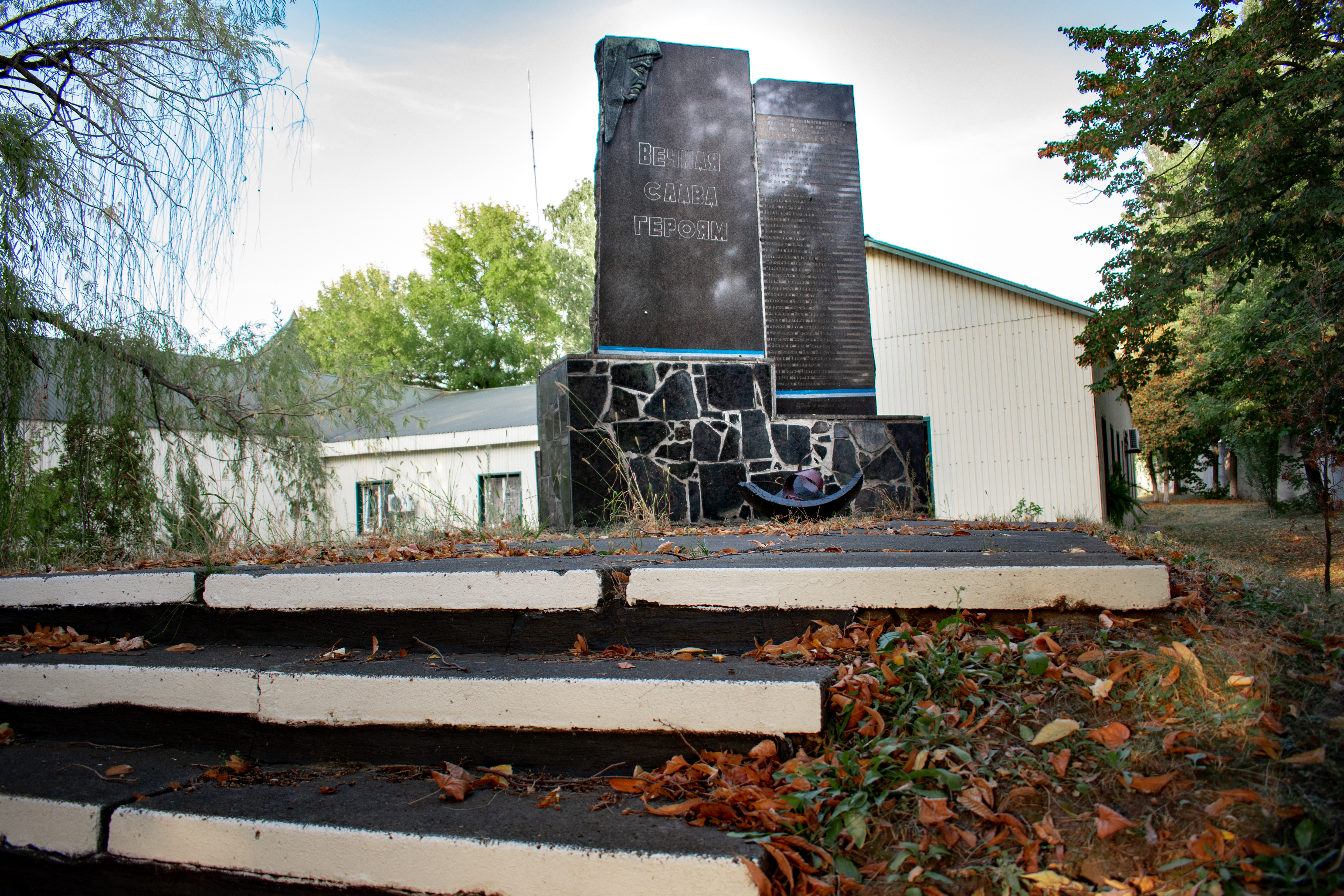
Mémorial du dépôt de locomotives.
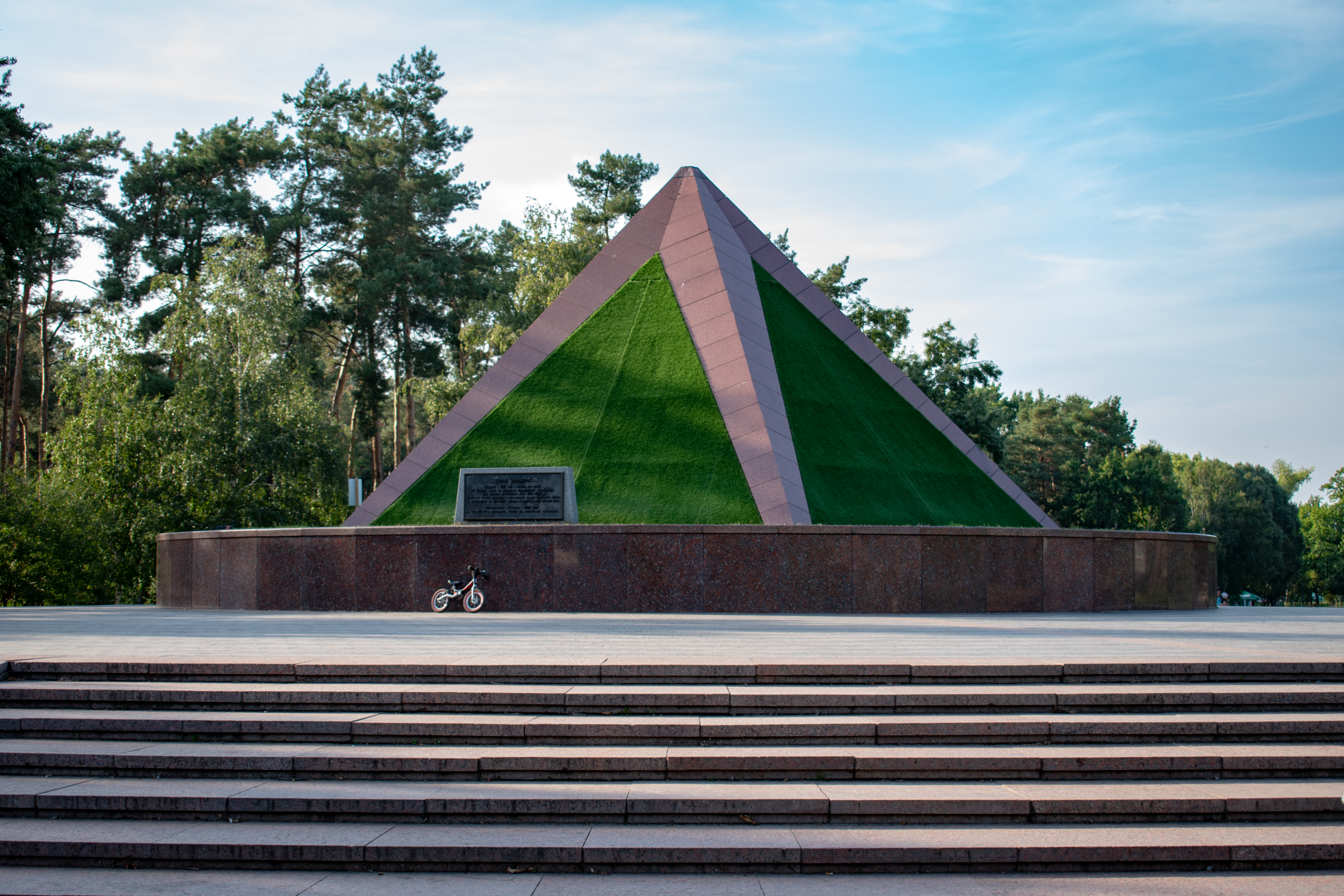
Buttes des immortels aux morts de la Guerre patriotique.